# 銀杏堂
銀杏堂位於重慶市石柱土家族自治县河嘴鄉銀杏堂村銀杏堂組，文物遺址年代為清代，2009年12月15日列為第二批重慶市文物保護單位。